# Sacca (Esine)
Plemo is een plaats (frazione) in de Italiaanse gemeente Esine.